# アンリ・デュパルク
アンリ・デュパルク（ウジェーヌ・マリー・アンリ・フーケ・デュパルク、Eugène Marie Henri Fouques Duparc, 1848年1月21日パリ – 1933年2月12日モン＝ド＝マルサン）は、フランス後期ロマン派の作曲家。大部分の作品を自ら破棄したため、歌曲を中心にごく少数の作品しか残されていないが、『旅への誘い』などの残された作品のいくつかはフランス歌曲を代表する歌曲とみなされている。

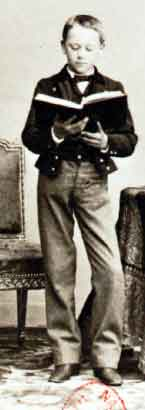
デュパルク、10歳（1858年）

## 生涯
パリに生まれる。ヴォージラール（Vaugirard）地区にあったイエズス会のコレージュにてセザール・フランクにピアノと作曲を師事する。デュパルクはフランクの最初の作曲の弟子の一人にあたる。
普仏戦争への従軍後、1871年11月9日にスコットランド出身のエレン・マクスウィニー（Ellen MacSwinney）と結婚。同年、カミーユ・サン＝サーンスおよびロマン・ビュシーヌとともに国民音楽協会（Société Nationale de Musique）を設立する。ヴァンサン・ダンディとも交流が深かった。
1885年、37歳の時に突然作曲ができなくなる。診断は「神経衰弱」（Neurasthenia）であった。その後は家族との時間や、絵画制作に没頭するが、20世紀に入ると次第に視力が失われていく。ただしその後も管弦楽などの作曲や編曲は細々と続けており、1911年の『星たちへ』の改訂が確認できる最後の創作活動である。
晩年は主にスイスのヴェヴェイ近くにあるラ・トゥール・ドゥ・ペイルス（La Tour-de-Peilz）で過ごし、1933年、フランス南西部のモン＝ド＝マルサンにて没した。85歳であった。
デュパルクはパリのペール・ラシェーズ墓地に埋葬されている。パリの17区のレヴィ通り近くの一画がデュパルクにちなんで名付けられている。
恩師であるフランクは、自ら作曲した『交響曲ニ短調』を、作曲の筆を折った後のデュパルクに献呈した。

## 作品
今日デュパルクといえば、17曲の歌曲が著名である。これらの歌曲は、シャルル・ボードレール、テオフィル・ゴーティエ、シャルル＝マリ＝ルネ・ルコント・ド・リール、ヨハン・ヴォルフガング・フォン・ゲーテなどの詩に作曲されたもので、いずれも繊細な叙情表現やリヒャルト・ヴァーグナーの影響を受けた劇的表現に優れ、歌曲の最高傑作に数える者も少なくない。
歌曲のほか少数のピアノ曲、管弦楽曲を作曲した（全部で約500曲といわれる）が、作品の大半は自身の手で破棄し、残された作品は40に満たない。1922年1月19日付けで弟子で親友でもあったジャン・クラに宛てた手紙のなかで、未完に終わったオペラ『ルサルカ』の破棄について次のように述べている。
| 「 | Après avoir vécu 25 ans dans un splendide rêve, toute idée de représentation m'était – je vous le répète – devenue odieuse. L'autre motif de cette destruction, que je ne regrette pas, c'est la complète transformation morale que Dieu a opéré en moi il y a 20 ans et qui en une seule minute a abolie toute ma vie passée. Dès lors, la Roussalka n'ayant aucun rapport avec ma vie nouvelle ne devait plus exister. （すばらしい夢のうちに25年間生きてきて、表現するということがなにもかも -- 君にだけ言うが -- 嫌になってしまったのだ。これを破棄するもう一つの理由は（破棄することは悔いていない）、20年前に神が私の精神を完全に変えてしまわれ、一瞬にして私の過去の人生を全て捨て去ってしまわれたからだ。従って、『ルサルカ』は私の新しい人生とは全く関係がなく、もはや存在している必要がないのだ。） | 」 |

- 歌曲

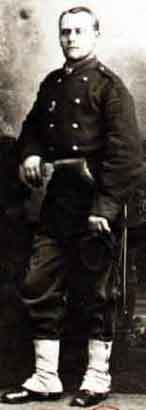
デュパルク、普仏戦争従軍時（1870年）

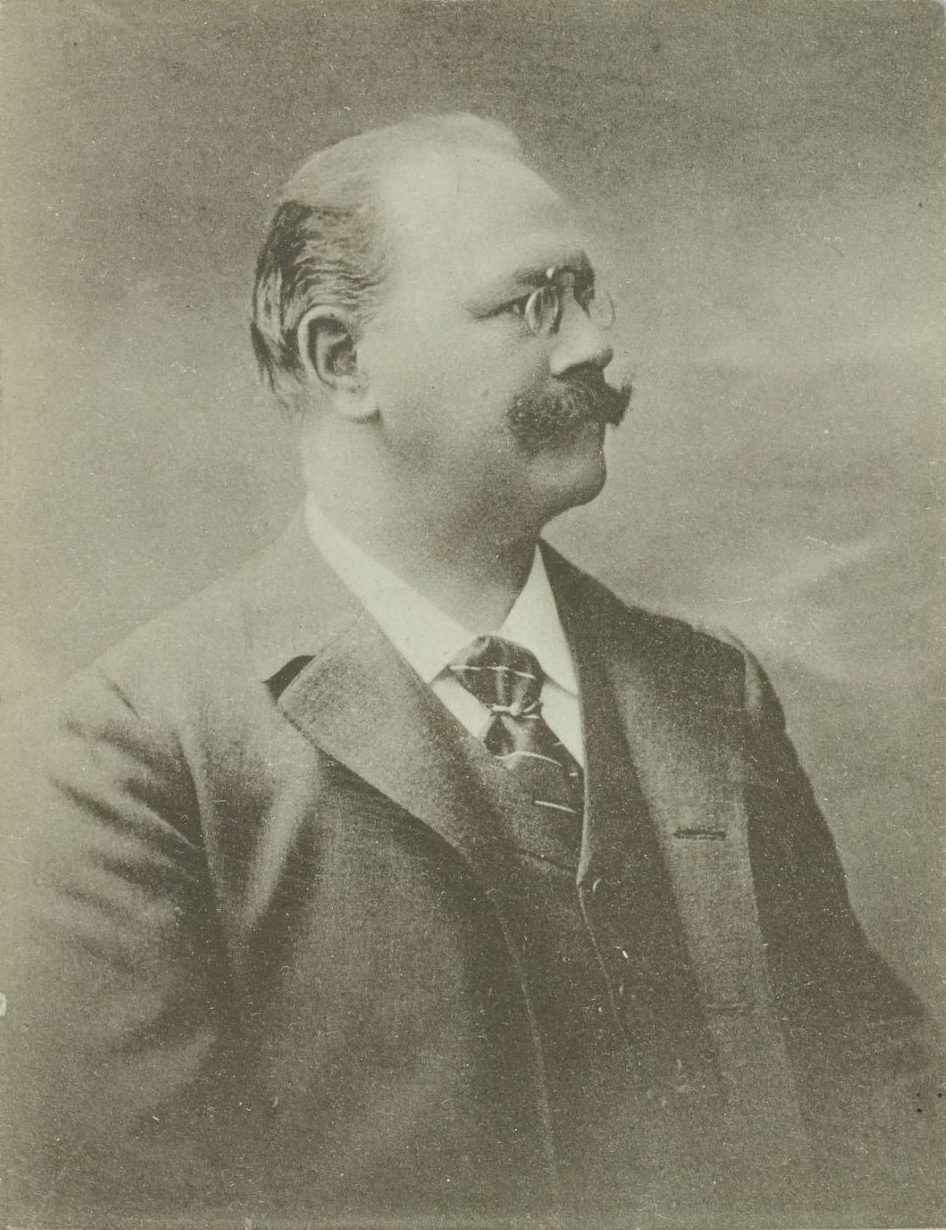
デュパルク

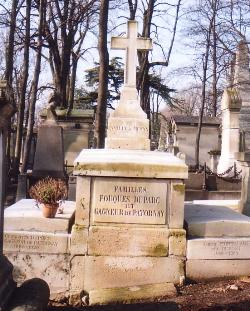
墓地

  - 「悲しき歌」（Chanson triste, 1868、ジャン・ラオール（英語版）詞）
  - 「ためいき」（Soupir, 1869、シュリ・プリュドム詞）
  - 「ギャロップ」（Le galop, 1869、プリュドム詞）
  - 「ミニョンのロマンス」（Romance de Mignon, 1869、ゲーテ「ヴィルヘルム・マイスターの修業時代」に基づくV. Wilderの詩）
  - 「セレナード」（Sérénade, 1869、G. Marc詞）
  - 「戦っている国へ」（Au pays où se fait la guerre, 1870、テオフィル・ゴーティエ詞）
  - 「旅への誘い」（L'invitation au voyage, 1870、シャルル・ボードレール詞）
  - 「逃走」（La fuite, 1871、ゴーティエ詞）
  - 「波と鐘」（La vague et la cloche, 1871、フランソワ・コペ詞）
  - 「恍惚」（Extase, 1872、ジャン・ラオール詞）
  - 「エレジー」（Elégie, 1874、トーマス・ムーア（英語版）詞）
  - 「ロズモンドの館」（Le manoir de Rosemonde, 1879、ロベール・ドゥ・ボニエール（フランス語版）詞）
  - 「フィレンツェのセレナード」（Sérénade florentine, 1881、ジャン・ラオール詞）
  - 「フィディレ」（Phidylé, 1882、ルコント・ド・リール詞）
  - 「嘆き」（Lamento, 1883、ゴーティエ詞）
  - 「遺書」（Testament, 1883、アルマン・シルヴェストル（フランス語版）詞）
  - 「前世」（La Vie antérieure, 1884、ボードレール詞）
- 合唱曲
  - モテット Benedicat vobis nomine（1882）
- 管弦楽曲
  - 夜想詩曲『星たちへ』（Poème nocturne: aux étoiles, 1874 rev.1911）
  - 交響詩『レノール（フランス語版）』（Lénore, 1875）
  - 『ゆるやかな踊り』・・・未完のオペラ『ルサルカ』より（Danse lente, 1892）
- ピアノ曲
  - 「夢」（Rêveries, 1864）
  - 「風に舞う木の葉」（Feuilles volantes, 1869）
  - ワルツ組曲（Suites de valses, 1874）
- 室内楽曲
  - チェロソナタ（1867）

## 文献

### 自著
- César Franck pendant le Siège de Paris, in « Revue musicale », Paris, December 1922.
- Souvenirs de la Société Nationale, in « Revue de la Société internationale de Musique », Paris, December 1912.

### 書簡
- Lettre à Chausson, in « Revue musicale », December 1925.
- Duparc Henri : Une Amitié mystique, d'après ses lettres à Francis Jammes. (Preface and comments by G. Ferchault). Mercure de France, Paris, 1944.
- Gérard, Y. (Ed.). Lettres de Henri Duparc à Ernest Chausson, in « Revue de Musicologie » (N° 38) 1956, p. 125.
- Sérieyx, M.-L. (Ed.). Vincent d’Indy, Henri Duparc, Albert Roussel : lettres à Auguste Sérieyx. Lausanne, 1961.

### 研究書・単行本
- Northcote, S. The Songs of Henri Duparc. London: D. Dobson, 1949. 124 pp.
- Von der Elst, N. Henri Duparc : l’homme et son oeuvre. (Thesis). Paris: Université de Paris, 1972, & Utrecht, 1972.
- Fabre, M. L'image de Henri Duparc dans sa correspondance avec Jean Cras. 1973.

### 研究論文・その他
- Fellot, H. Lieder français : Henri Duparc, in « Revue Musicale de Lyon ». Lyon, March 30, 1904.
- Chantavoine, J. Henri Duparc, in « La Revue Hebdomadaire », Paris, May 5, 1906.
- Aubry, G.-J. Henri Duparc, in « La vie musicale de Lausanne », Lausanne, February 1, 1908.
- Jammes, Francis. L'Amour, les Muses et la Chasse, in « Mercure de France », Paris, 1922, p. 172 et al.
- Fauré, Gabriel. Opinions musicales. Paris: Rieder, 1930.
- Imbert, M. Henri Duparc, in « La Petite Maîtrise », Schola Cantorum de París, March 1933.
- Ansermet, Ernest. Un émouvant témoignage sur la destinée d'Henri Duparc, in « Revue Musicale », Paris, April 1933.
- Bréville, P. Henri Fouques Duparc 1848-1933, in « La Musique Française », Paris, May 1933.
- Merle, F. Psychologie et Pathologie d'un artiste: Henri Duparc. Bordeaux: Imprimerie de l'Université (Bordeaux), 1933.
- Oulmont, C. Henri Duparc, ou de L'Invitation au Voyage à la Vie éternelle. Paris: Desclée de Brouwer & Cie, 1935.
- Oulmont, C. Un Duparc inconnu, in « Revue musicale », Paris, July-August 1935.
- Stricker, R. Henri Duparc et ses mélodies. (Thesis). Paris: Conservatoire national de musique, 1961.
- Rigault, J.-L. Les mélodies de Duparc, Autour de la mélodie française. Rouen, 1987, p. 71-86.
- Stricker, R. Les mélodies de Duparc. Arles, 1996.